# حنيذ
الحنيذ من أشهر الأكلات الشعبية، ومن أقدم الوجبات في تاريخ جزيرة العرب،[بحاجة لمصدر] ويعتبر طريقة لطهي اللحوم، وقد ذكر الحنيذ في القرآن: ﴿وَلَقَدْ جَاءَتْ رُسُلُنَا إِبْرَاهِيمَ بِالْبُشْرَى قَالُوا سَلَامًا قَالَ سَلَامٌ فَمَا لَبِثَ أَنْ جَاءَ بِعِجْلٍ حَنِيذٍ ۝٦٩﴾ [هود:69]، ويُطبخ عادةً في إقليم تهامة بالسعودية وأجزاء من اليمن والسراة، ويتم إعداده عبر وضعه داخل حفرة في الأرض أو باستخدام التنور المعروف في بعض المناطق باسم «الميفا»، وهو من أبرز الوجبات في تهامة، ويحرص على تقديمه في كل المناسبات والعزائم، وهو في الأصل طبق تهامي لكنه انتشر في دول الخليج العربي.

## الحنيذ
الفكرة من الحنيذ هي أن ينضج اللحم بالحرارة وأن يندى الدهن على اللحم وما تلاه من الأسفل من أرز أو غيره، والأصل فيه أن يؤخذ كبش أو تيس (عادة يفضل التيس على الكبش لقلة الدهن) بوزن لا يقل عن 70 كيلوغراماً (لأنه إن كان غير ذلك فسوف ينسلخ اللحم عن العظم من شدة الحرارة ويفقد الطبق منظره وطعمه) ويتبل بالإضافات قبل وقت مناسب من بدء الطهي، ثم يُشك بسيخٍ مصلّبٍ من الرقبة إلى الإلية ليعلق مقلوباً في التنور المبني تحت الأرض والمعد لهذه الغاية، على أن تكون نار التنور عظيمة وقد مات فيها اللهب واستحالت جمراً متوهجاً، وجُعل فوقها حلّة كبيرة فيها ما يراد طبخه من الأرز أو الفريك مع الماء وما يضاف إلى مثل ذلك، ثم يعلق الكبش من سقف التنور كما ورد ذكره، ويطمر غطاء التنور بالتراب ويترك لثلاث أو أربع ساعات، ويقدم في طبق التقديم.
بهذه الطريقة يندى الدهن من الإلية في الأعلى على ما تلاها من اللحم وينساب إلى الأسفل على الأرز أو الفريك، ولأن هذه الطريقة صعبة وتحتاج لوقت طويل ولنوع محدد من اللحم لا يتوفر بسهولة مع ما يحمله من دهون، فقد ابتكر الناس طرقاً عديدة مطورة لتقديم الحنيذ، فصار يقدم من أكثر أنواع اللحوم مقطعة لا ذبائح كاملة، ويطبخ في أفران أقل حجماً وحرارة.

## طريقة تجهيزه
وطريقة تجهيز الطعام بإشعال حطب داخل الميفا (التنور) أو في حفرة في الأرض وعند تحوله إلى جمر يوضع المرخ على الجمر أو السلع أو البشام ثم يوضع اللحم فوقه ويغطى ايضًا بأحد هذه النباتات ومن ثم إغلاق البرميل بغطاءه وبعدها وضع الرمل أو التراب فوق الغطاء بما يتوازى مع سطح الأرض وعندها فان الإغلاق المحكم للبرميل يمنع دخول الهواء مما يتسبب في انطفاء النار وبقاء الحرارة الشديدة فينضج الطعام عن طريق الحرارة العالية. ويجب التأكد بأنه لا يوجد أي متنفس لدخول الهواء حتى لا يساعد على اشتعال النار واحتراق الطعام.

## العناصر الغذائية
العناصر الغذائية التي يتكون منها الحنيذ هي:
- البروتينات
- النشويات
- الفيتامينات.[5]

## مواضيع متعلقة
- زرب (طبق تقليدي من جنوب الشام).
- مندي (طبق تقليدي من جنوب غرب آسيا (المنطقة العربية)).